# Alexandros Pursanidis
Alexandros Pursanidis (23 de enero de 1993) es un deportista de Chipre que compite en atletismo. Ganó una medalla de oro en el Campeonato Europeo de Atletismo por Equipos de 2019, en la prueba de lanzamiento de martillo.